# Приморсько-Посадська сільська рада
| Приморсько-Посадська сільська рада — колишній орган місцевого самоврядування у Приазовському районі Запорізької області з адміністративним центром у с. Приморський Посад. Історична дата утворення: в 1993 році. Водоймища на території, підпорядкованій даній раді: Азовське море. Сільській раді підпорядковані населені пункти: - с. Приморський Посад |

## Склад ради
Рада складається з 16 депутатів та голови.

### Керівний склад ради
| ПІБ                        | Основні відомості                                            | Дата обрання | Дата звільнення |
| -------------------------- | ------------------------------------------------------------ | ------------ | --------------- |
| Брюханова Любов Георгіївна | Сільський голова, 1954 року народження, освіта, позапартійна | 26.03.2006   | 31.10.2010      |

Примітка: таблиця складена за даними джерела